# Rebecca Giddens
Pour les articles homonymes, voir Giddens.
Rebecca Giddens (19 septembre 1977 à Green Bay dans le Wisconsin) est une kayakiste américaine, pratiquant le slalom.

## Carrière
Rebecca Giddens participe aux Jeux olympiques de 2000 à Sydney terminant septième en kayak monoplace. Elle remporte la médaille d'argent en K-1 aux Jeux olympiques de 2004 à Athènes.